# Первые монтекассинские анналы
Первые монтекассинские анналы (лат. Annales Casinates) — написанные неизвестным автором на латинском языке анналы монастыря Монтекассино. Название "Первые монтекассинские анналы" предложено русскими издателями текста, чтобы отличать их от других "Монтекассинских анналов" (Annales Cassineneses из т. XIX Monumenta Germaniae Historica). Сохранились в рукописях X и XI вв. Охватывают период с 914 по 1042 гг. Содержат сведения по истории Италии.

## Издания
- Annales Casinates // MGH, SS. Bd. III. Hannover. 1839, p. 171-172[1].

## Переводы на русский язык
- Первые монтекассинские анналы Архивная копия от 12 октября 2011 на Wayback Machine в переводе Е. А. Хвалькова на сайте Восточная литература[2]